# Virginia City (Montana)
Virginia City es un pueblo ubicado en el condado de Madison en el estado estadounidense de Montana. En el Censo de 2010 tenía una población de 190 habitantes y una densidad poblacional de 77,06 personas por km².

## Geografía
Virginia City se encuentra ubicado en las coordenadas 45°17′47″N 111°56′9″O / 45.29639, -111.93583. Según la Oficina del Censo de los Estados Unidos, Virginia City tiene una superficie total de 2.47 km², de la cual 2.47 km² corresponden a tierra firme y (0%) 0 km² es agua.

## Demografía
Según el censo de 2010, había 190 personas residiendo en Virginia City. La densidad de población era de 77,06 hab./km². De los 190 habitantes, Virginia City estaba compuesto por el 91.58% blancos, el 0% eran afroamericanos, el 0% eran amerindios, el 0.53% eran asiáticos, el 0% eran isleños del Pacífico, el 0.53% eran de otras razas y el 7.37% pertenecían a dos o más razas. Del total de la población el 1.58% eran hispanos o latinos de cualquier raza.